# Заянська війна
Заянська війна (фр. Guerre des Zayans) — війна між Францією та Заянською конфедерацією берберських племен в Марокко, що тривала у 1914—1921 рр.

## Передумови війни
Марокко стало французьким протекторатом у 1912 році, і резидент-генерал Луї-Юбер Ліоте прагнув поширити французький вплив на схід через гори Середнього Атласу в напрямку французького Алжиру. Проти цього виступили берберські племена з династії Заянітів, на чолі з Мохою-у-Хаммам-Заяні.

## Хід війни
Війна почалася для французів вдало: їм вдалося швидко зайняти важливі міста Таза та Хеніфра. Однак, попри втрату своєї головної бази в Хеніфрі, Заяніти, що перейшли до партизанської тактики, завдали французам важкі втрати, а ті у відповідь створили мобільні загони (фр. groupes mobiles) — загальновійськові формування, що складаються з регулярної та нерегулярної піхоти, кавалерії й артилерії одночасно.
Розпочата незабаром Перша світова війна сильно вплинула на хід конфлікту: французи були змушені вивести більшу частину військ з Марокко для участі в обороні Франції. Це посилилося втратою понад 600 французів у битві при Ель-Херрі. Ліоте реорганізував сили, що залишилися в його розпорядженні, в так звані «живі барикади», що складалися з форпостів, укомплектованих його найкращими військами, які захищали периметр території, контрольованої Францією, розмістивши війська більш низького рівня оснащення та вишколу в ар'єргарді. Протягом наступних чотирьох років французи зберегли більшу частину підконтрольної території, незважаючи на розвідувальну та фінансову підтримку, надану Центральними державами Заянської конфедерації, і постійні набіги та сутички.
Після підписання франко-німецького перемир'я в листопаді 1918 року берберські племена не припинили бойові дії проти французьких сил. Французи відновили наступ в районі Хеніфра в 1920 році, встановивши ряд блокпостів, щоб обмежити свободу пересування заянітів. Вони почали переговори з синами Хаммам, переконавши трьох з них визнати французьке панування.

## Результат
Розкол у Заянітській конфедерації на тих, хто підтримував підпорядкування, і тих, хто раніше був проти, привів до внутрішнього розбрату і смерті Хаммам навесні 1921 року. Французи відповіли потужним тристороннім наступом в районі Середнього Атласу, маючи на меті остаточно підпорядкувати дану область. Деякі племена на чолі з Мухою-Саїдом втекли до гір Високого Атласу та продовжували партизанську війну проти французів аж до початку 1930-х років.